# SmaSTATION!!
 (janvier 2015).
Si vous disposez d'ouvrages ou d'articles de référence ou si vous connaissez des sites web de qualité traitant du thème abordé ici, merci de compléter l'article en donnant les références utiles à sa vérifiabilité et en les liant à la section « Notes et références ».
SmaSTATION!! est une émission de télévision japonaise qui passe le samedi de 23h15 à 24h09 en direct. Les participants sont Shingo Katori (SMAP) et Yōko Ōshita (l'annonceuse), plus des invités différents chaque fois. Le caractère de l'émission est de présenter la mode, des nouvelles de gourmets, des articles de bureau, etc. Il y a des jeux, des devinettes, et Katori et l'invité répondent.

## La spécialité de l'émission
Les jugements de cinéma de Gorô (Gorô no movie juge) est la section de l'émission où Goro Inagaki (en) (SMAP) fait la critique de films. La section est diffusée irrégulièrement.

## L'audience
L'audience moyenne est de 11%[réf. nécessaire].

## Présentateurs
- Shingo Katori (SMAP), Youko Oshita (l'annonceuse), et des invités viennent chaque fois,
- Le narrateur est Katsuya Kobayashi (en) .
- Le directeur de la musique est Takayuki Hattori (en).